# Williams' Blood
Williams' Blood è un singolo della cantante giamaicana Grace Jones pubblicato nel 2008 come secondo singolo dell'album Hurricane.

## Descrizione
Il brano è stato scritto dalla cantante e dal duo pop Wendy & Lisa, segnando una commistione di generi tra R&B, gospel e musica elettronica. Il brano descrive il rapporto della cantante con la sua famiglia, in particolare con la madre, moglie di un predicatore battista, ed il suo rapporto con quest'ultimo e le rigide regole religiose ricevute da bambina, il contrasto della sua educazione con la sua immagine pubblica e sulla fede in generale
La canzone fu pubblicata globalmente in digitale, con alcune edizioni promozionali in CD e 12", remixata da Mad Professor, Greg Wilson, Ivor Guest e Aeroplane, ma commercialmente non ebbe alcun impatto nelle classifiche, posizionandosi alla posizione 44 in Belgio, e alla 131 nel Regno Unito.

## Videoclip musicale
Entrò in produzione un videoclip diretto da Chris Cunningham che rimase inedito, mentre fu utilizzato come video ufficiale la performance della cantante al Meltdown Festival sovrapposta alla base studio della canzone. 

## Tracce
- Digital single

1. "Williams' Blood" (Edit) – 4:02
2. "Williams' Blood" – 5:57
3. "Williams' Blood" (The Trixters Mix featuring Mad Professor/Joe Ariwa) – 6:00
4. "Williams' Blood" (The Trixters Dub Mix featuring Mad Professor/Joe Ariwa) – 6:03
5. "Williams' Blood" (Greg Wilson Version) – 7:35
6. "Williams' Blood" (Ivor Guest Remix) – 4:25
7. "Williams' Blood" (Aeroplane Remix) – 7:27
8. "Williams' Blood" (Aeroplane Remix Dub) – 7:26

- 12" single

A1. "Williams' Blood" (Aeroplane Remix) – 7:24
A2. "Williams' Blood" (The Trixters Mix Feat Mad Professor/Joe Ariwa) – 5:55
B1. "Williams' Blood" (Greg Wilson Version) – 7:31
B2. "Williams' Blood" (Ivor Guest Breaks Version) – 4:23
- 12" promotional single

A. "Williams' Blood" (Electric Dub) – 6:34
B. "Williams' Blood" (Cosmic Jam) – 7:43
- CD promotional single

1. "Williams' Blood" (Radio Edit) – 4:02
2. "Williams' Blood" (Album Version) – 5:57
3. "Williams' Blood" (Mad Professor Remix) – 6:00
4. "Williams' Blood" (Mad Professor Dub Mix 1) – 6:03
5. "Williams' Blood" (Greg Wilson Version) – 7:35
6. "Williams' Blood" (Ivor Guest Remix) – 4:25
7. "Williams' Blood" (Mad Professor Dub Mix 2) – 6:03
8. "Williams' Blood" (Mad Professor Dub Mix 3) – 6:03
9. "Williams' Blood" (Aeroplane Remix) – 7:27
10. "Williams' Blood" (Aeroplane Dub) – 7:26